# اندور (ویرجینیا)
اندور (به انگلیسی: Andover) یک منطقهٔ مسکونی در ایالات متحده آمریکا است که در شهرستان ویس، ویرجینیا واقع شده است. اندور ۵۱۰٫۸۵ متر بالاتر از سطح دریا قرار دارد.